# Camión Cue
Camión Cue es una localidad argentina ubicada en el departamento 25 de Mayo de la Provincia de Misiones. Depende administrativamente del municipio de 25 de Mayo, de cuyo centro urbano dista unos 45 km.
En 1991 se censaron 118 personas, pero en 2001 su población se consideró rural dispersa; en sus alrededores se estima una población de 1000 personas.

## Vías de acceso
Se desarrolla sobre la Ruta Provincial 219, que la comunica al norte la Ruta Nacional 14 y la Ruta Provincial 8, y al sur con Torta Quemada y la Ruta Provincial 2.